# 野球力測定
野球力測定（やきゅうりょくそくてい、正式名称：野球力測定＆向上プログラム、英語: Baseball Skills Improvement Program、略称：BSIP）とは、野球実技能力を測る上で必要とされる、走、攻、守から6つの種目の実技を測定し、野球力（選手能力値）を算定する取り組みである。いわゆる文部科学省が実施している「新体力テスト」の野球版といえる。MLBのスカウティングに用いられる5ツールに似た取り組みであるが、野球力測定では、選手個々が客観的に自身の能力を把握して、技術向上のための羅針盤としての利用を目的としている。